# Ordonnanzoffizier
Ein Ordonnanzoffizier ist ein meist dienstjüngerer Offizier (Leutnant bis Hauptmann), der einem Kommandeur oder Befehlshaber als Gehilfe beigegeben ist. Sein Aufgabenbereich ist vergleichbar mit dem eines Adjutanten.

## Geschichte
Die Einrichtung wurde zunächst in Frankreich als Planton (von planter für pflanzen, feststellen, z. B. Sergeant de planton) eingeführt. Damit war ein Soldat bezeichnet, der einem General oder einer Behörde dauernd für Spezialdienste zugeteilt wurde. Im 18. Jahrhundert fand diese Funktion auch Eingang im Militärwesen außerhalb Frankreichs.
In Preußen gab es seit den Befreiungskriegen 1813/1814 etatmäßige berittene Ordonnanzoffiziere in den Stäben der Brigaden bzw. Divisionen. Ihre Aufgabe war es, sowohl die Kommandeure als auch die Generalstabsoffiziere und Adjutanten (in diesem Sinne auch die Aide-de-camp) zu unterstützen. Es lag daher auf der Hand, dass sie sich in ihrem Aufgabengebiet diesen annäherten. Bereits Zeitgenossen stellten fest, dass es sich daher bei Ordonnanzoffizieren um „ausgesuchte, durch Leistungen und Zuverlässigkeit für ihren Dienst besonders geeignete Persönlichkeiten“ handeln müsse.
In Friedenszeiten gab es in den deutschen Heeren keine Ordonnanzoffiziere, erst in Kriegszeiten waren hierfür Planstellen ausgeworfen. Besonders gerne besetzte man diese Stellen mit Reserveoffizieren, die neben militärischer auch über akademische Bildung verfügten und insoweit die Sachkenntnis eines Stabes erhöhten.
Eine besondere Ordonnanzformation in Preußen war die Leibgendarmerie.

## Ordonnanzen
In Deutschland werden die zur Bedienung in Offizierskasinos oder Unteroffizierkasinos eingesetzten Soldaten als Ordonnanzen bezeichnet und als Ordonnanz angeredet.